# Dieffenbachia lancifolia
Dieffenbachia lancifolia là một loài thực vật có hoa trong họ Ráy (Araceae). Loài này được Linden & André mô tả khoa học đầu tiên năm 1874.